# York County (Nebraska)
York County ist ein County im Bundesstaat Nebraska der Vereinigten Staaten. Der Verwaltungssitz (County Seat) ist York.

## Geographie
Das County liegt im mittleren Südosten von Nebraska, ist im Süden etwa 80 km von Kansas entfernt und hat eine Fläche von 1492 Quadratkilometern, wovon 1 Quadratkilometer Wasserfläche ist. Es grenzt im Uhrzeigersinn an folgende Countys: Seward County, Fillmore County, Hamilton County und Polk County.

## Geschichte
York County wurde 1870 gebildet. Benannt wurde es entweder nach der Stadt York in England oder dem York County in Pennsylvania.
Fünf Bauwerke und Stätten des Countys sind im National Register of Historic Places eingetragen (Stand 13. Februar 2018).

## Demografische Daten

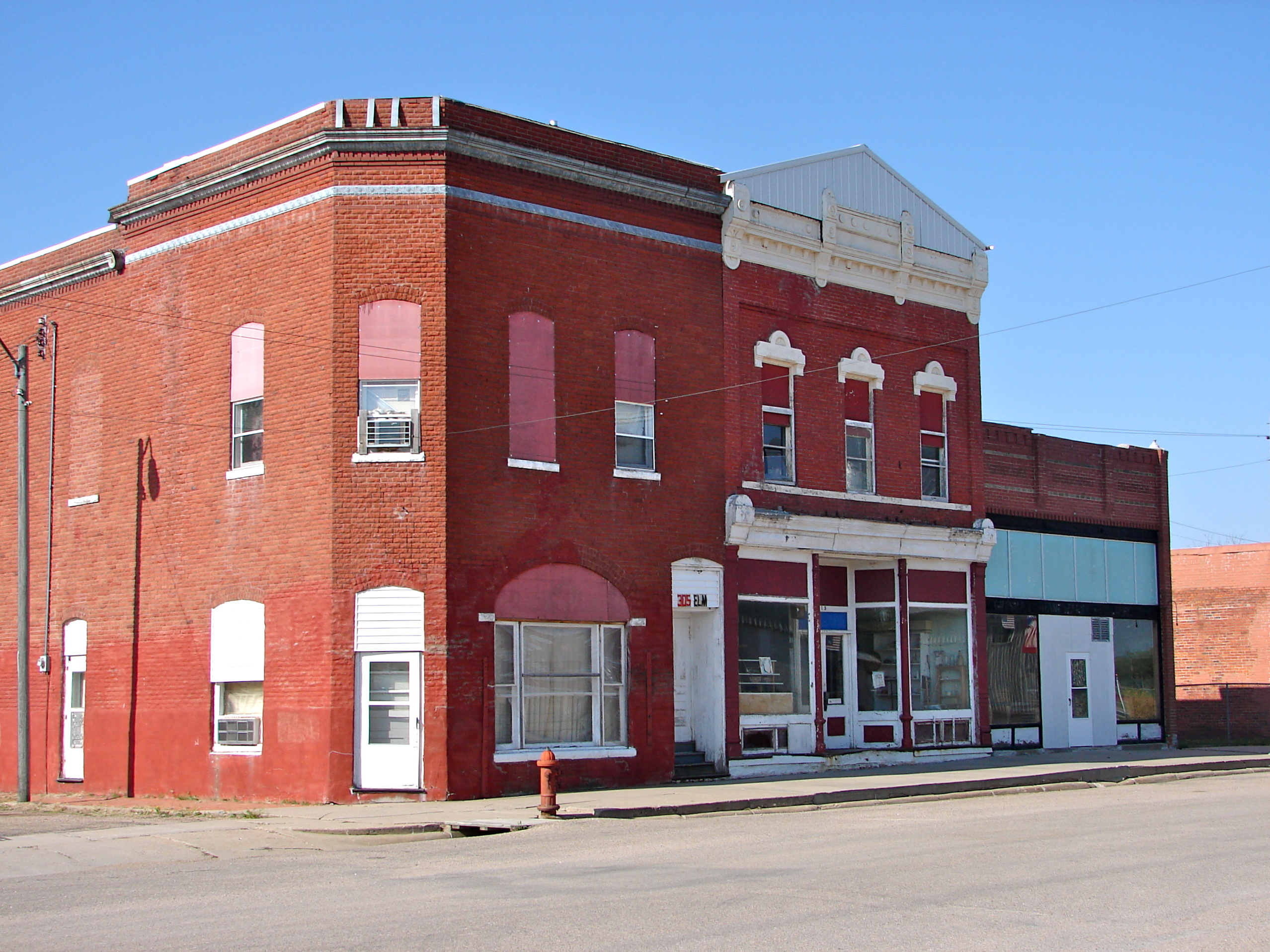
Clem's Opera House, gelistet im NRHP

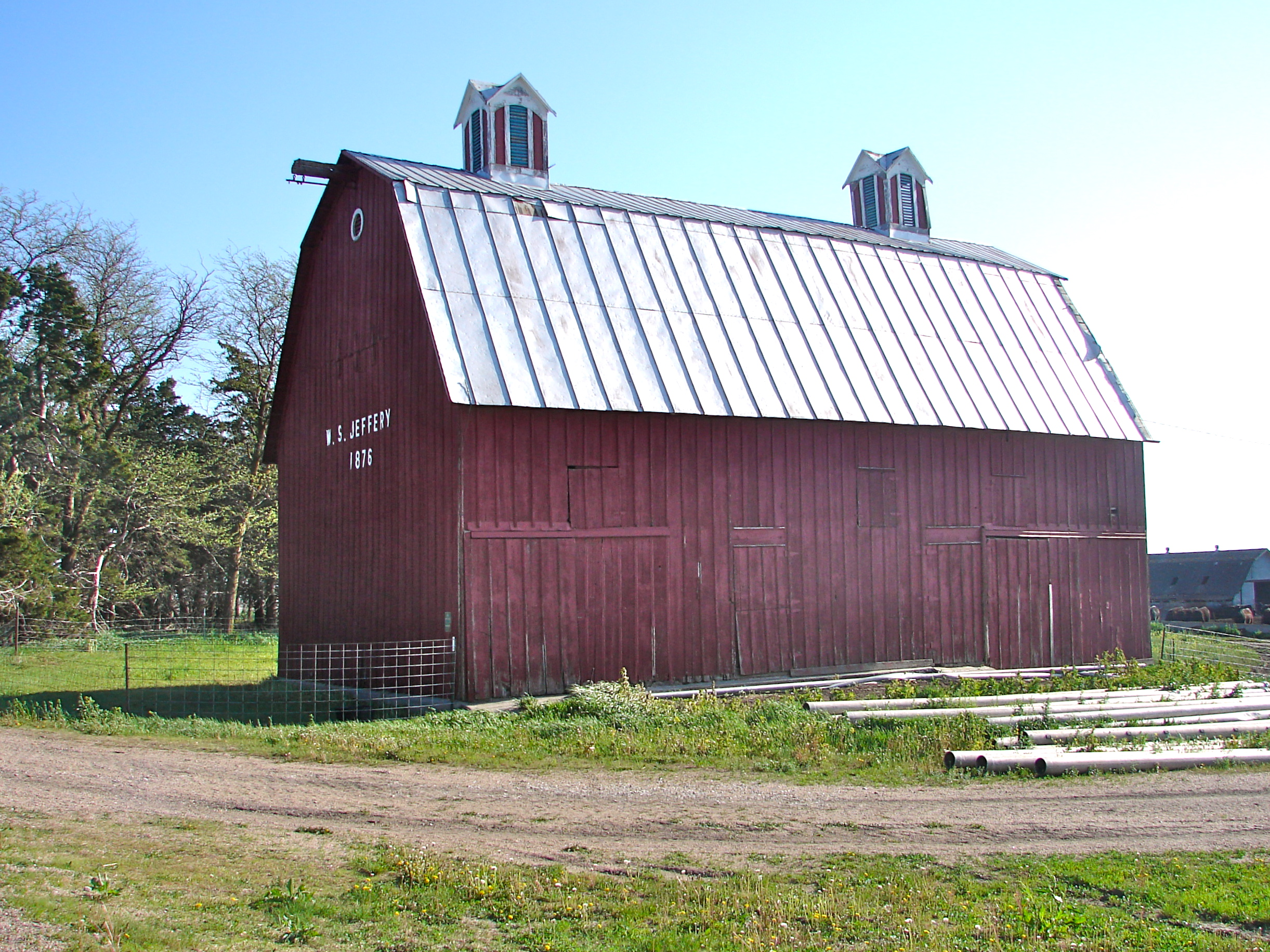
W. S. Jeffery Farmstead, gelistet im NRHP

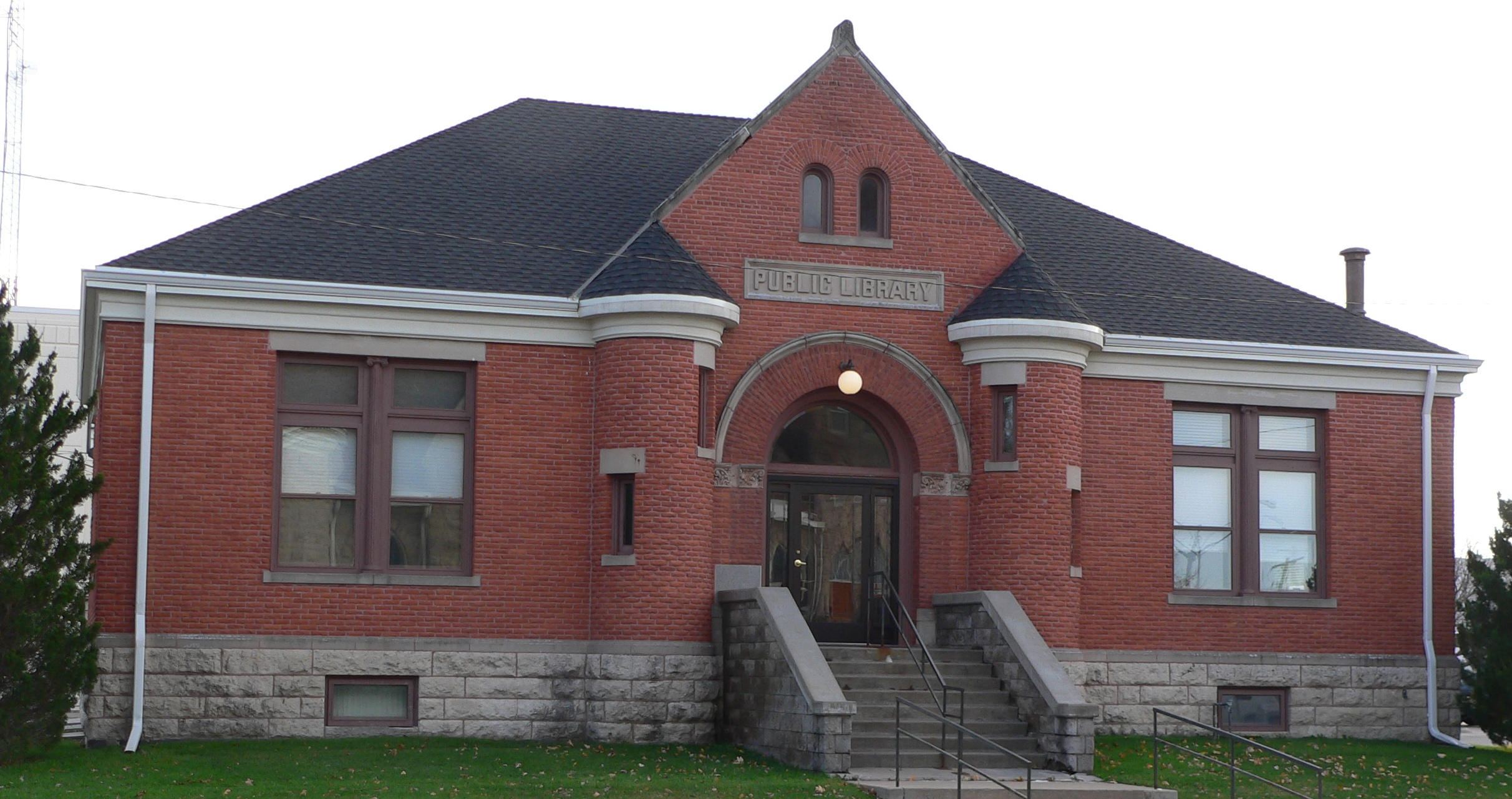
York Public Library, gelistet im NRHP

Nach der Volkszählung im Jahr 2000 lebten im York County 14.598 Menschen. Davon waren 725 Personen in Sammelunterkünften untergebracht, die anderen Einwohner lebten in 5.722 Haushalten und 3.931 Familien. Die Bevölkerungsdichte betrug 10 Einwohner pro Quadratkilometer. Ethnisch betrachtet setzte sich die Bevölkerung zusammen aus 96,78 Prozent Weißen, 0,96 Prozent Afroamerikanern, 0,29 Prozent amerikanischen Ureinwohnern, 0,49 Prozent Asiaten, 0,08 Prozent Bewohnern aus dem pazifischen Inselraum und 0,64 Prozent aus anderen ethnischen Gruppen; 0,77 Prozent stammten von zwei oder mehr Ethnien ab. 1,40 Prozent der Bevölkerung waren spanischer oder lateinamerikanischer Abstammung.
Von den 5.722 Haushalten hatten 31,1 Prozent Kinder und Jugendliche unter 18 Jahre, die bei ihnen lebten. 60,2 Prozent waren verheiratete, zusammenlebende Paare, 6,0 Prozent waren allein erziehende Mütter, 31,3 Prozent waren keine Familien, 27,5 Prozent waren Singlehaushalte und in 14,0 Prozent lebten Menschen im Alter von 65 Jahren oder darüber. Die Durchschnittshaushaltsgröße betrug 2,42 und die durchschnittliche Familiengröße lag bei 2,96 Personen.
Auf das gesamte County bezogen setzte sich die Bevölkerung zusammen aus 25,3 Prozent Einwohnern unter 18 Jahren, 9,0 Prozent zwischen 18 und 24 Jahren, 25,4 Prozent zwischen 25 und 44 Jahren, 23,0 Prozent zwischen 45 und 64 Jahren und 17,4 Prozent waren 65 Jahre alt oder darüber. Das Durchschnittsalter betrug 39 Jahre. Auf 100 weibliche Personen kamen 91,5 männliche Personen. Auf 100 Frauen im Alter von 18 Jahren oder darüber kamen statistisch 88,8 Männer.
Das jährliche Durchschnittseinkommen eines Haushalts betrug 37.093 USD, das Durchschnittseinkommen der Familien betrug 44.741 USD. Männer hatten ein Durchschnittseinkommen von 30.658 USD, Frauen 19.874 USD. Das Prokopfeinkommen betrug 17.670 USD. 6,0 Prozent der Familien und 8,5 Prozent der Bevölkerung lebten unterhalb der Armutsgrenze. Darunter waren 9,9 Prozent der Kinder und Jugendliche unter 18 Jahren und 7,1 Prozent der Menschen über 65 Jahre.

## Orte im County
| Citys - Henderson - York | Villages - Benedict - Brashaw - Gresham - Lushton | 0 - McCool Junction - Thayer - Waco |

Unincorporated Community
- Arborville
- Houston